# La Laguna (El Salvador)
La Laguna è un comune del dipartimento di Chalatenango, in El Salvador.
Amministrativamente è divisa in 6 cantones: La Laguna, La Cuchilla, Las Pacayas, Los Prados, Plan Verde e San José.